# Pematang (Batang Peranap)
Pematang is een bestuurslaag in het regentschap Indragiri Hulu van de provincie Riau, Indonesië. Pematang telt 607 inwoners (volkstelling 2010).